# Stoke Mandeville
Stoke Mandeville – wieś w Anglii, w hrabstwie Buckinghamshire, w dystrykcie (unitary authority) Buckinghamshire. Leży 56 km na północny zachód od centrum Londynu. W 2001 miejscowość liczyła 6009 mieszkańców.